# Сладкое (озеро на казахстанско-российской границе)
Сла́дкое — озеро (периодически пересыхающее и превращающееся в болото) на границе Железинского района Павлодарской области Казахстана и Купинского района Новосибирской области России. Находится в 5 км юго-западнее деревни Покровка Стеклянского сельсовета и примерно в 16 км северо-восточнее села Жамбыл Озерновского сельского округа. Высота над уровнем моря — 104 м.

По мнению ФСБ РФ, в 2017 году озеро усохло до такой степени, что оказалось целиком в Казахстане: 
«Местные жители привыкли, что государственная граница находится где-то на середине озера, и продолжали ходить к его берегу на охоту. Однако после демаркации, когда границу обозначили на местности, оказалось, что озеро за последние годы настолько усохло, что граница сейчас проходит как раз по его берегу», — пояснил представитель пресс-службы пограничного управления корреспонденту РИА «Новости».